# Orde Franciscà Seglar
L'Orde Franciscà Seglar, en llatí Ordo Franciscanus Saecularis, és la branca seglar de l'Orde de Sant Francesc, els membres dels quals són homes i dones laics que, fascinats per l'estil de vida evangèlic de sant Francesc d'Assís, volen imitar-lo i fer-lo realitat en la seva quotidianitat. Originalment l'orde s'anomenà Germans de la Penitència. En aprovar-se la primera regla es va dir Venerable Orde Tercer de Sant Francesc o Tercer Orde Franciscà (T.O.F.). El 1978 es va aprovar una nova regla que va canviar el seu nom a l'actual, Orde Franciscà Seglar. Els membres de l'orde són seglars, no emeten vots religiosos ni viuen en comunitat. Posposen al seu nom les sigles O.F.S..

## Història
Francesc d'Assís anà a predicar a Cannara, poblet de la rodalia d'Assís i l'anaren a trobar homes i dones per tal de fer-li avinent que ells també el volien seguir. La seva condició d'esposats i les tasques temporals que els ocupaven va fer pensar a Sant Francesc de crear un tercer orde per als seglars: "Podreu viure el mateix ideal de vida evangèlica que jo visc amb els meus germans, si us comprometeu a ser exemplars en tot, fer pregària cada dia i exercir-vos en les mateixes tasques que teniu entre mans, mentre les dueu a terme amb tota honestedat".
A més de la fundació dels ordes dels Frares Menors i les clarisses, sant Francesc d'Assís va voler donar també instruccions als laics que volien participar, sense fer-se religiosos, de l'espiritualitat i la regla dels seus ordes. Aquests laics serien el Tercer Orde de Sant Francesc (T.O.F.), anomenats també Orde Franciscà de la Penitència. Per a ells, Francesc redactà la Prima Lettera ai fedeli penitenti (1215, Primera carta als fidels penitents), la Seconda Lettera ai fedeli penitenti (Segona carta) i el Memoriale propositi o Regola antica (1221, Regla antiga).
La regla d'aquest moviment laic va ser elogiada per molts papes i aprovada definitivament per Nicolau IV amb la butlla Supra Montem del 18 d'agost de 1289.
Alguns escriptors recents han intentat demostrar que el tercer orde va ser realment el punt d'inici de tot l'orde franciscà. Afirmen que el segon i tercer ordes de Sant Francesc no van ser afegits al primer, sinó que les tres branques (Frares Menors, Germanes Pobres i Germans de la Penitència) van créixer de la fraternitat de laics, que fou la primera i original intenció del sant. Les tres branques haurien estat separades en grups diferents pel cardenal Ugolino (posteriorment Gregori IX), protector de l'orde, durant l'absència de Sant Francesc mentre era a l'Orient (1219-1221). Aquesta teoria, tot i que interessant, no ha estat prou provada i es manté el relat tradicional de la creació dels tres ordes per addició, no per divisió d'un d'original.

## Divisió
Al costat dels penitents, que vivien al món, sense prendre l'hàbit, al llarg del segle xiii van néixer espontàniament comunitats de terciaris, que cercaven una implicació major en la pràctica franciscana de la vida evangèlica: el Tercer Orde es dividí, llavors, en:
- Tercer Orde Secular (T.O.S., des de 1978 Orde Franciscà Secular, O.F.S.), compost per persones devotes d'un i altre sexe que viuen al món i segueixen una regla de vida aprovada per Nicolau IV el 1289, modificada per Lleó XIII el 30 de maig de 1883 i per Pau VI el 24 de juny de 1978. Inclou no només als membres que formen part de germandats, sinó també persones que viuen isolades, com ermitans, pelegrins, etc.
- Tercer Orde Regular (T.O.R.), d'origen incert i susceptible de controvèrsia: alguns n'atribueixen la fundació a Santa Elisabet d'Hongria el 1228; altres, a santa Àngela de Foligno el 1395. Es diu que aquesta va establir a Foligno (Úmbria) el primer monestir franciscà de monges terciàries enclaustrades. Hi ha certesa que a principis del segle xv hi havia comunitats terciàries d'homes i dones en diferents parts d'Europa i que els frares italians del Tercer Orde Regular eren reconeguts com un orde mendicant per la Santa Seu. Des de 1447 aproximadament, aquest orde ha tingut el seu propi ministre general i els seus membres prenen vots solemnes.

A més, un gran nombre de congregacions terciàries franciscanes, tant d'homes com de dones, han estat fundades, sobretot durant els segles XIX i XX. Aquestes noves fundacions han pres com a base dels seus instituts una regla especial per a membres del tercer orde que viuen en comunitat, aprovada per Lleó X el 20 de gener de 1521, encara que aquesta regla es modifica d'acord amb l'objectiu de cadascuna. Són congregacions autònomes o sota jurisdicció episcopal.

## Objectius
D'acord amb aquest objectiu, laics, laiques i preveres diocesans, sense abandonar el seu quefer quotidià ni la seva vida familiar, es comprometen a fer vida evangèlica professant una regla pròpia d'espiritualitat franciscana, on destaquen l'amor a la pobresa, l'obediència i la puresa del cor. Cerquen la persona de Crist en els altres germans, l'Església, la Paraula de Déu i la litúrgia, anunciant Crist amb l'exemple de la seva vida. Primer passen un període de formació i aprofundiment espiritual i cultural.
Alguns germans i germanes professos, inspirats per l'Esperit Sant i animats per les Constitucions Generals de la OFS (Art. 36.1.) emeten vots privats agrupant-se tal com preveuen les CC.GG. (Art. 36.2.) formant així la Fraternitat Consagrada de la OFS amb estatuts propis aprovats i reconeguts per l'Orde CC.GG. (Art. 36.3.). Els seus membres poden definir-se com a franciscans contemplatius que des de la secularitat es posen al servei de l'Orde i de l'Església.

## Fases
A l'Orde Franciscà Seglar es diferencien quatre fases, segons l'edat:
- Heraldins: entre els sis i deu anys;
- Heralds: entre els onze i els tretze;
- Joventut Franciscana: entre els catorze i els trenta anys;
- O.F.S.: a partir dels divuit anys, després de quatre anys de formació, dos de postulat i dos de noviciat.